# Kradzież kanadyjskich rezerw syropu klonowego

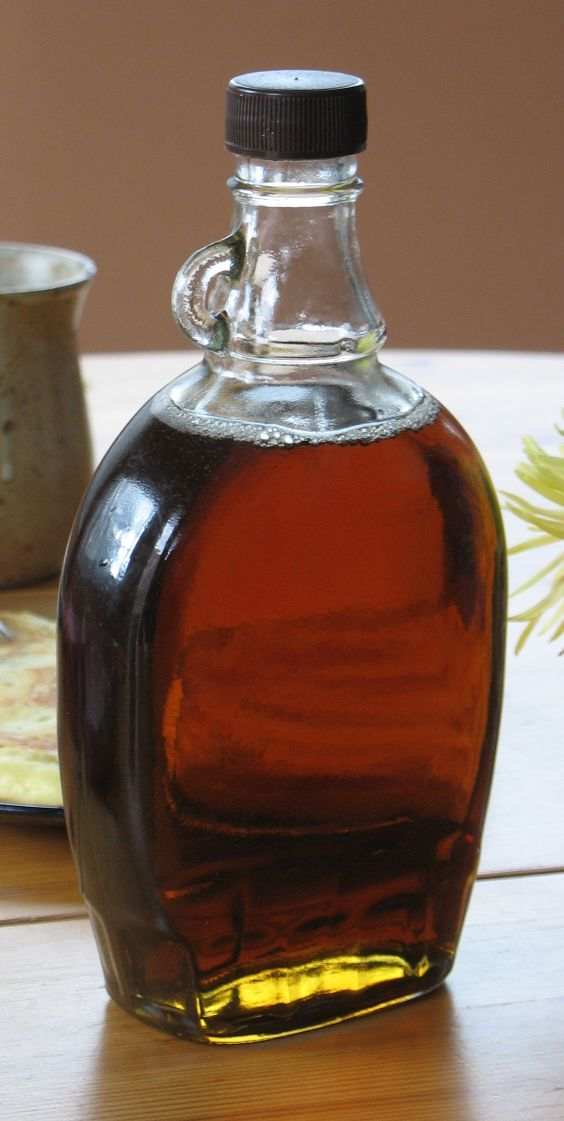
Buteleczka syropu klonowego

Kradzież kanadyjskich rezerw syropu klonowego (ang. Great Canadian Maple Syrup Heist) – odbywała się na przestrzeni kilku miesięcy w latach 2011-2012 w jednym z magazynów w prowincji Quebec. Skradziono prawie 3000 ton syropu klonowego o wartości 18,7 mln dolarów kanadyjskich. Magazyn należał do Federacji Producentów Syropu Klonowego w Quebec (fr. Fédération des producteurs acéricoles du Québec, FPAQ), do której należy 77% globalnej podaży syropu klonowego, a jej struktura jest czasem porównywana do kartelu. Kradzież ta jest uznawana za najbardziej intratną w historii Kanady.

## Tło
W 1966 r. grupa producentów syropu klonowego w Quebecu podjęła się planu wspólnej sprzedaży syropu klonowego. Z czasem umowa ta objęła większość producentów w Quebec i doprowadziła do powstania FPAQ.
FPAQ utrzymuje strategiczną rezerwę syropu klonowego, która pozwala utrzymać na rynku jego stałą cenę i zabezpieczyć ją przed wahaniami.

## Kradzież
W ciągu kilku miesięcy w latach 2011–2012 prawie 122 000 baryłek zostało skradzionych z magazynu FPAQ w Saint-Louis-de-Blandford w Quebecu. Syrop przechowywano w nieoznakowanych beczkach z białego metalu, sprawdzanych tylko raz w roku. Złodzieje używali ciężarówek do transportu beczek do odległej cukierni, gdzie przelewali syrop, napełniali beczki wodą, a następnie odstawiali je do magazynu. Z czasem złodzieje zaczęli przelewać syrop bezpośrednio z beczek w rezerwie, nie napełniając ich ponownie. Skradziony syrop przewożono ciężarówkami na południe (Vermont) i na wschód (Nowy Brunszwik), gdzie był sprzedawany legalnym dystrybutorom, którzy nie byli świadomi jego pochodzenia.

## Odkrycie i śledztwo
Jesienią 2012 r. FPAQ dokonało corocznej inwentaryzacji beczek z syropem, podczas której odkryto, że część z nich nie ma w sobie żadnej zawartości. Część syropu udało się odzyskać po zlokalizowaniu go u jednego z dystrybutorów w Kedgwick w Nowym Brunszwiku.
W wyniku podjętego śledztwa, w dniach 18–20 grudnia 2012 r. policjanci aresztowali 17 mężczyzn związanych z kradzieżą.

## Sprawcy
- Richard Vallières (ur. 1978), przywódca szajki, skazany w kwietniu 2017 r. na osiem lat więzienia oraz 9,4 miliona C$ grzywny, z możliwością przedłużenia wyroku do czternastu lat, jeśli grzywna nie zostałaby zapłacona[5].
- Raymond Vallières (ur. 1954), ojciec Richarda.
- Étienne St-Pierre (ur. 1943), sprzedawca syropu z Nowego Brunszwiku.
- Avik Caron (ur. 1974), członek szajki, zapewnił dostęp do magazynu FPAQ, którego właścicielką była jego małżonka. Skazany na pięć lat więzienia oraz grzywnę w wysokości 1,2 miliona USD[6].
- Sébastien Jutras, kierowca ciężarówki przewożącej skradziony syrop, skazany na 8 lat[7].

## W kulturze popularnej
Kradzież pojawiła się w 5. odcinku serialu dokumentalnym Brudna forsa.